# Кианипп
Кианипп (др.-греч. Κυάνιππος «черноконный») — персонаж древнегреческой мифологии, царь Аргоса. Сын Адраста и Амфитеи. По другой версии, сын Эгиалея и последний царь из рода Бианта, умер бездетным. В период его малолетства опекунами царя Аргоса были Диомед и Евриал, возглавлявшие аргосское войско под Троей. Согласно Трифиодору, сын Эгиалея и Комефо, сидел в троянском коне.